# ローマ市電7000形電車
ローマ市電7000形電車（ローマしでん7000がたでんしゃ）は、イタリアの都市・ローマの路面電車（ローマ市電）の車両。収容力が高い2車体連接車で、製造メーカーにちなんだ「スタンガ（Stanga）」や、スタンガ製の連節車を意味する「TAS（Treno Articolato Stanga）」とも呼ばれる。

## 概要
従来の車両から収容力を高めた2車体連接車として製造された形式。大戦前の1938年からローマ電気鉄道・軌道会社に導入された400形電車に加え、これを基に開発され1942年に当時のATAG（現：ATAC）に導入されながらも翌1943年の空襲で修復不能なほどの損害を受けた試作車が設計時の参考となった。
先に導入された400形と同様、前後車体の端部に動力台車、車体間に付随台車を設置した構造になっており、車内の連節部分には回転可能な円形の板が設置されている。一方で車体長は20,375 mmと長くなり、後部の乗降扉の幅が広くなった。また、TIBB製の主電動機も出力が増したものになっている他、制動装置として電磁吸着ブレーキが搭載されている。集電装置は製造当初ビューゲルが用いられた。

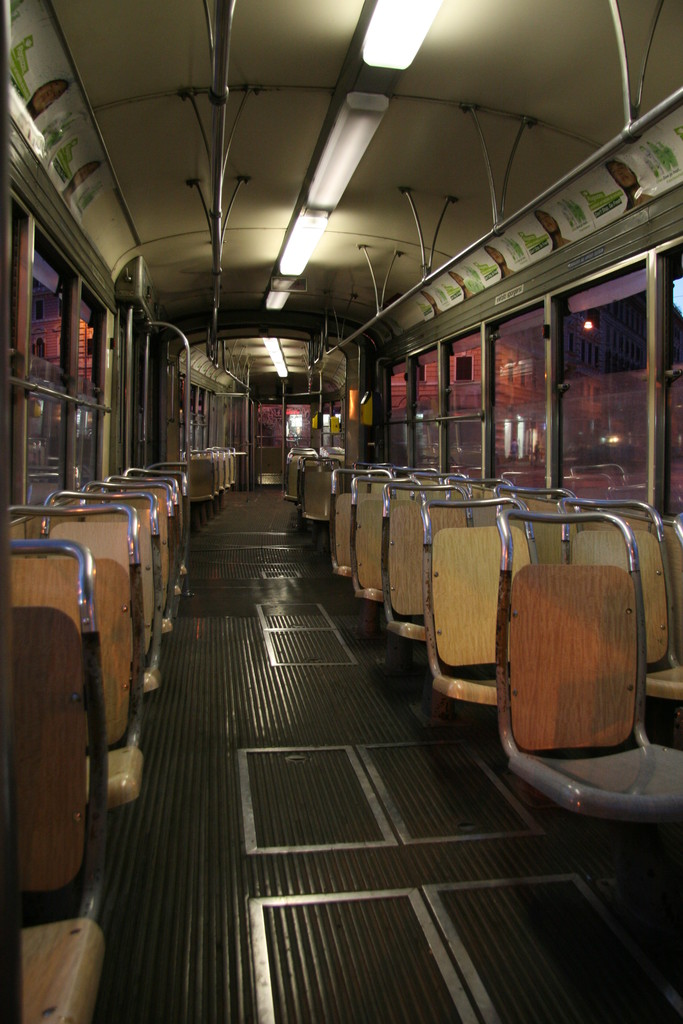
車内
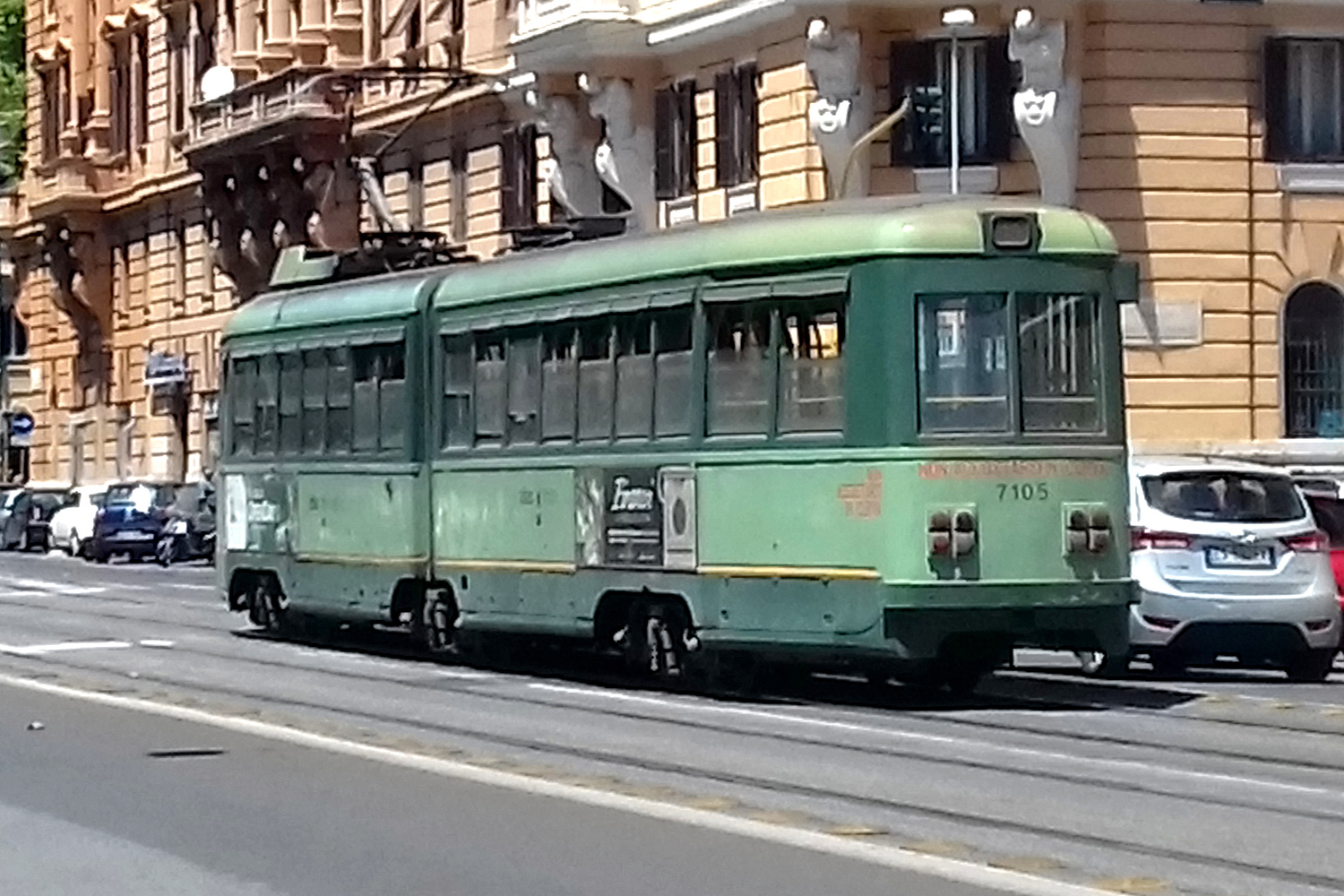
後部車体には運転台が無い（2017年撮影）

1947年から1952年にかけて50両（5001 - 5099、奇数のみ）が製造され、ATACが運営するローマ各地の路面電車路線に導入された。一方、1952年にはローマ電気鉄道・軌道会社にも、集電装置を菱形パンタグラフに変更した同型車両が8両（501 - 508）導入され、同社が運営していたローマ・テルミニ駅 - チネチッタ間の郊外系統に導入された。その後、1980年にローマ地下鉄A線の開通により廃止された事を受けてこれらの車両はATACに買収され、改修工事や車両番号の変更（7101 - 7115、奇数のみ）が実施された。

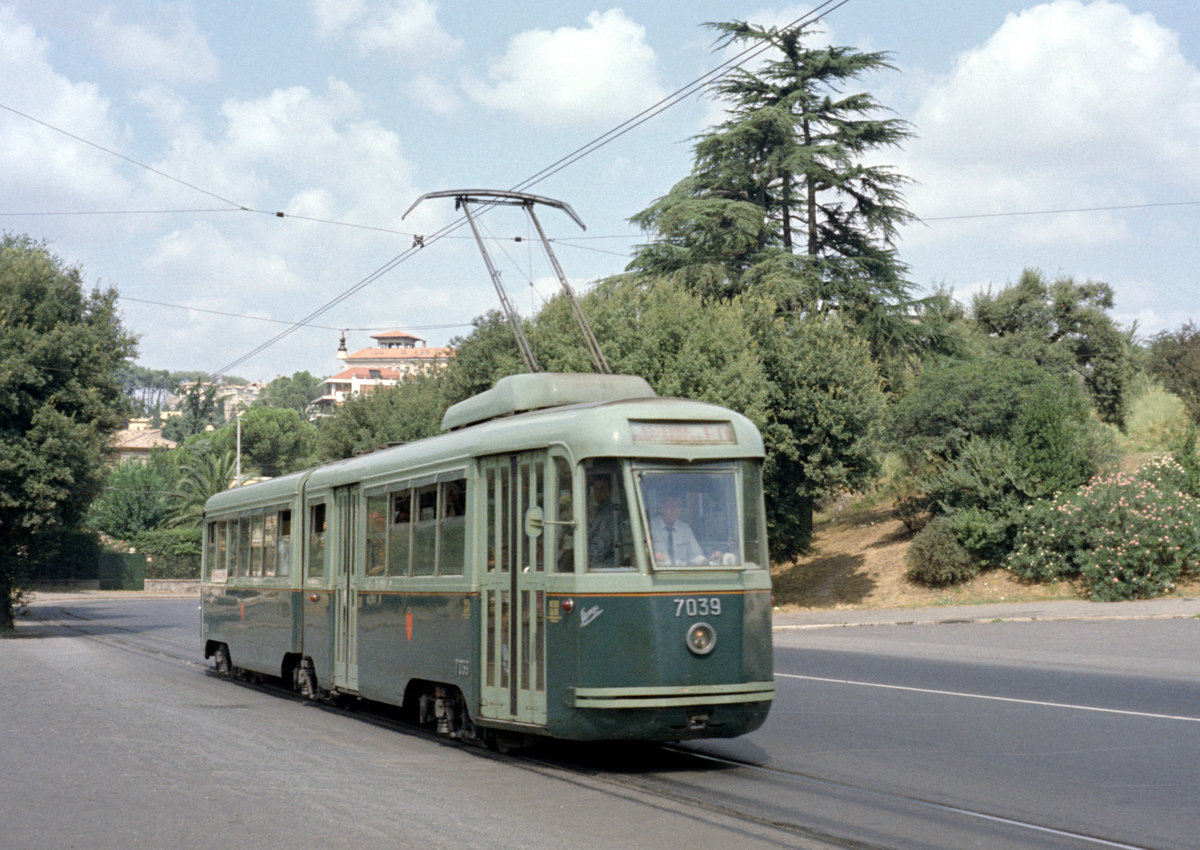
製造当初の7000形（1970年撮影）
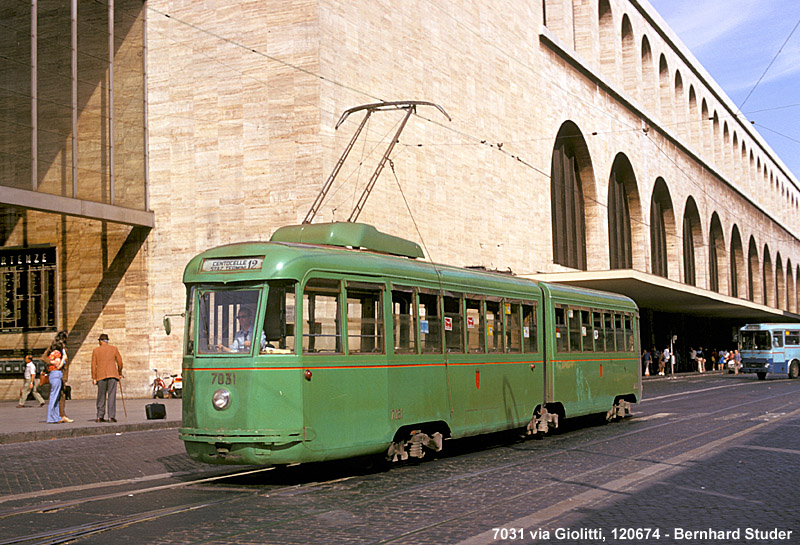
1970年代に見られた緑色を基調とした塗装（1974年撮影）
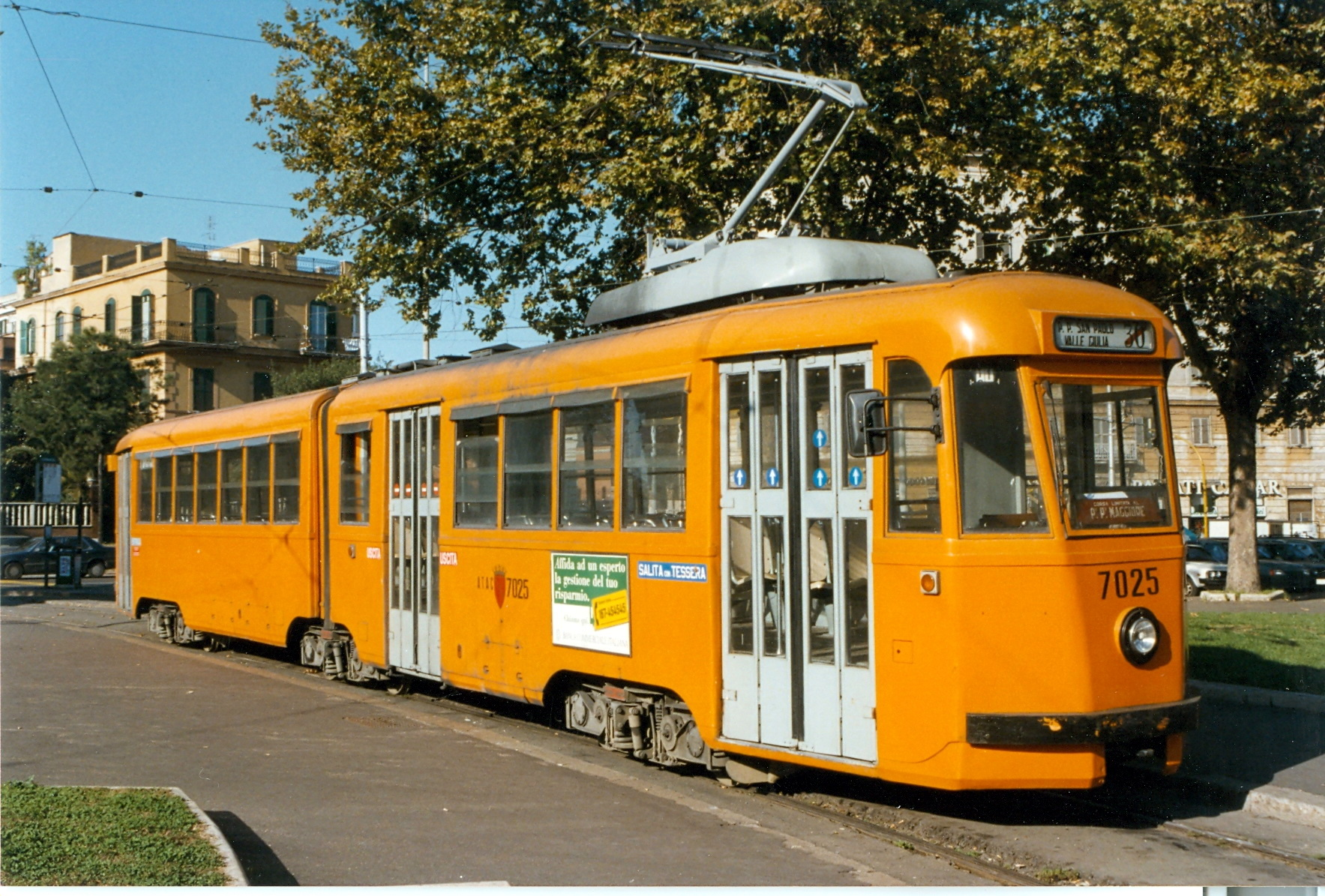
7000形を含むローマ市電の電車は1970年代に塗装が橙色に変更された（2008年撮影）
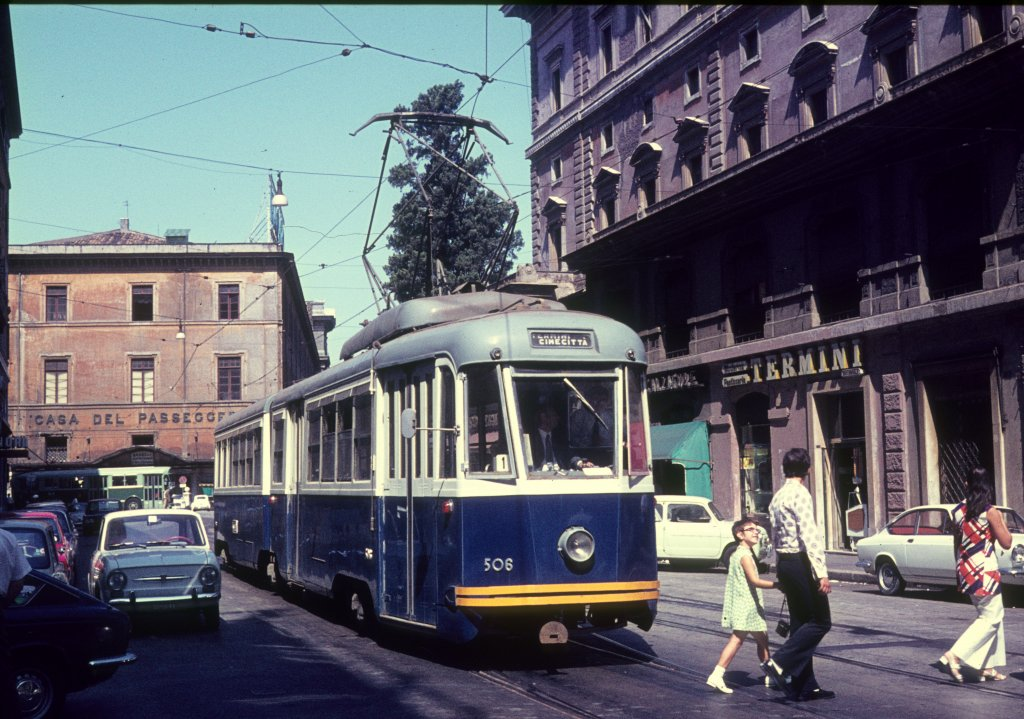
ローマ電気鉄道・軌道会社500形電車（1970年撮影）

ATACが導入した車両についても1980年代に改修工事を受け、2023年10月時点でも40両が在籍しているが、同年に導入が発表されたスペインのCAF製の超低床電車「ウルボス（Urbos）」により、将来的な置き換えが予定されている。ただし、一部車両についてはローマの歴史的遺産として動態保存系統「アーキオトラム（Archeotram）」向けへの改修工事が実施され、「ウルボス」導入以降も使用される事になっている。また、7021は「トラム・リストランテ（Tram Ristorante）」、7115は「トラムジャズ（Tramjazz）」と言う名称で、車内で食事が楽しめる観光・イベント用車両として使用されている他、2両が文化財・文化活動・観光省（現：文化省、観光省）によって文化財に認定され、車庫に保管されている。

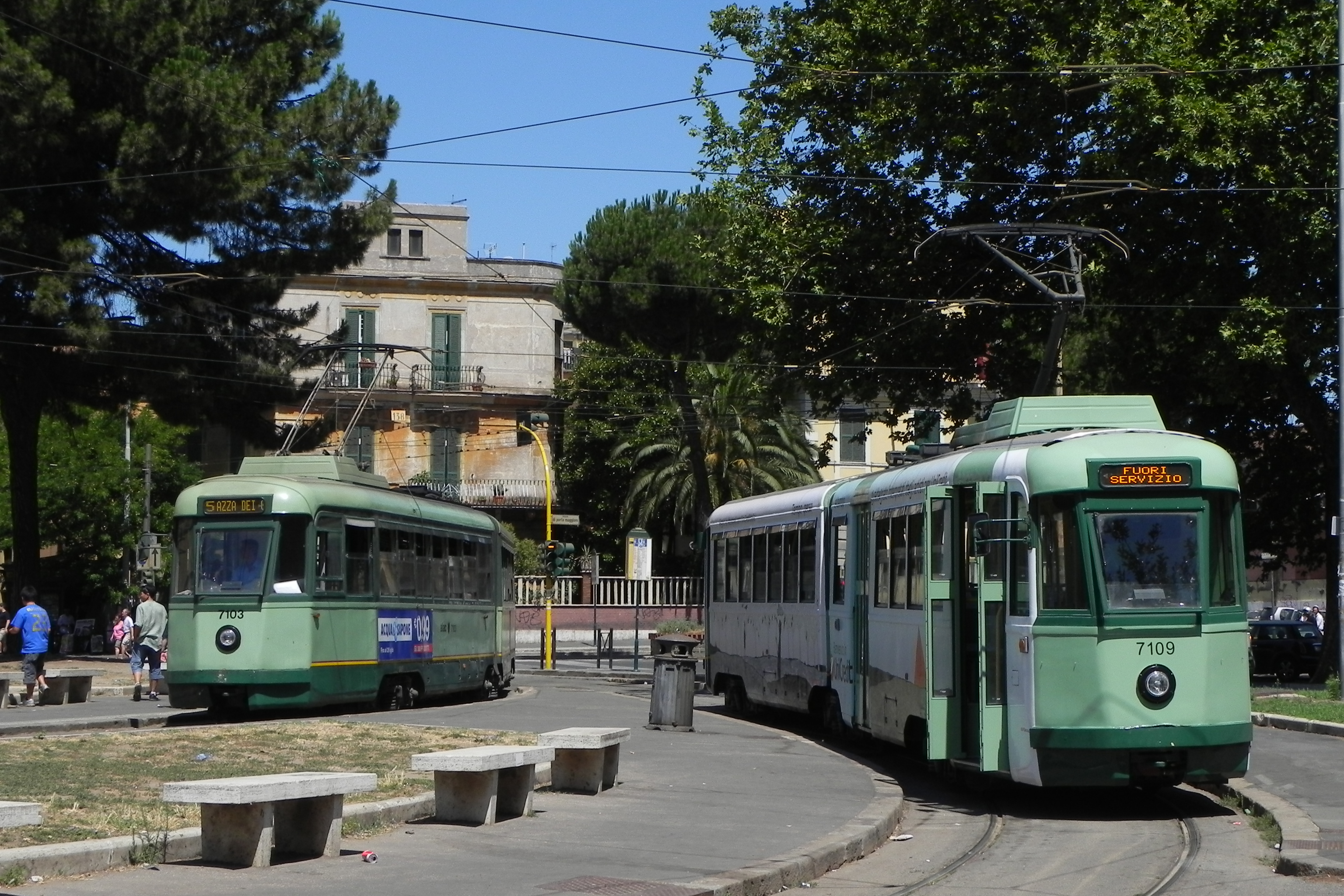
2024年現在の塗装（2012年撮影）
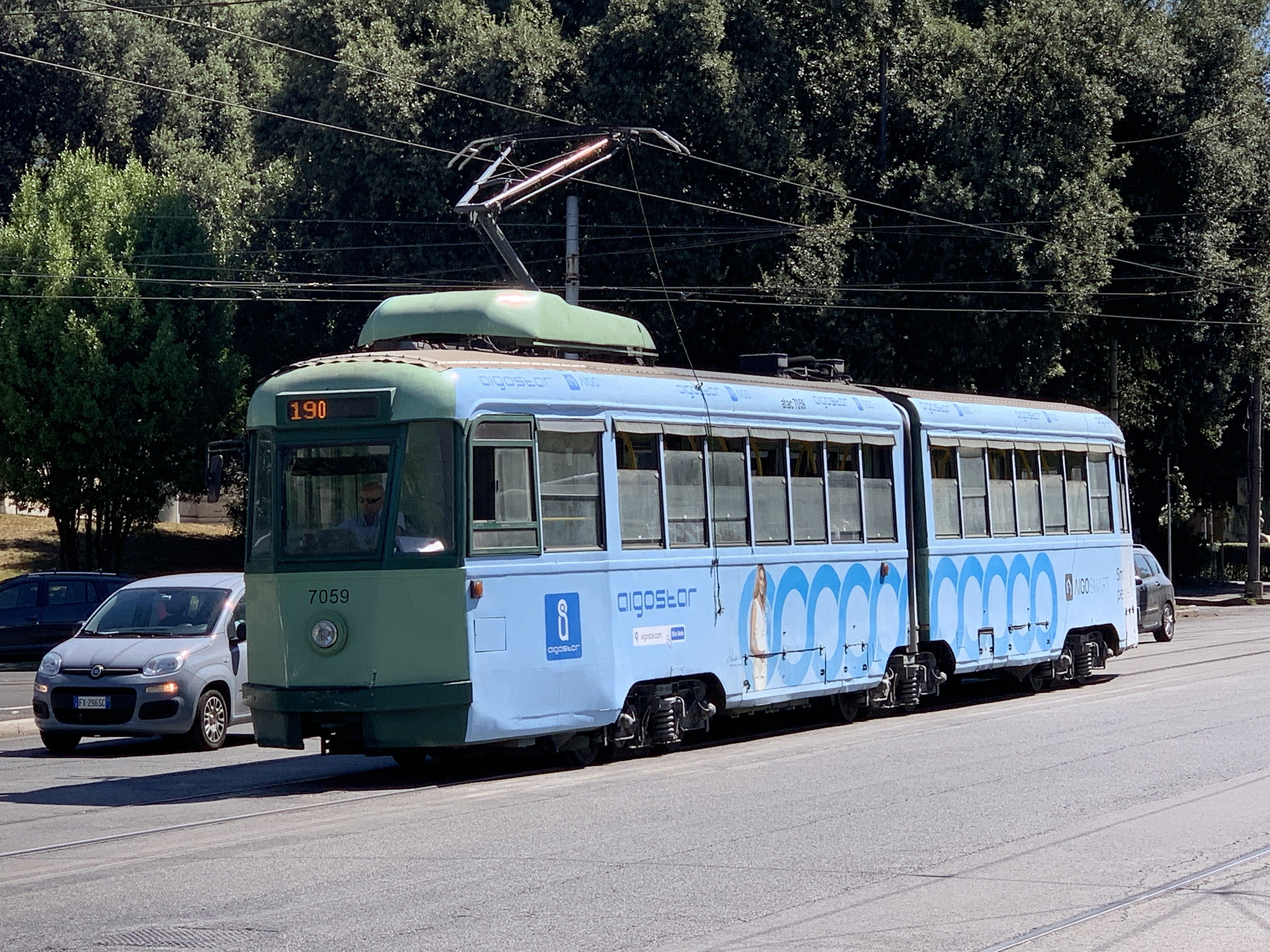
広告塗装（2021年撮影）